# Prospalta sessei
Prospalta sessei är en fjärilsart som beskrevs av Emilio Berio 1937. Prospalta sessei ingår i släktet Prospalta och familjen nattflyn. Inga underarter finns listade i Catalogue of Life.